# توماس ليهن اولسن
توماس ليهن اولسن هو لاعب كرة قدم نرويجي في مركز الهجوم، ولد في 29 يونيو 1991 في النرويج لعب سابقاً في نادي شباب الأهلي الإماراتي.

## وصلات خارجية
- توماس ليهن اولسن على موقع اتحاد النرويج (النرويجية)
- توماس ليهن اولسن على موقع قاعدة بيانات كرة القدم.إي يو (الإنجليزية)
- توماس ليهن اولسن على موقع ناشيونال فوتبول تيمز (الإنجليزية)
- توماس ليهن اولسن على موقع Soccerbase.com (لاعب) (الإنجليزية)
- توماس ليهن اولسن على موقع Soccerway.com (الإنجليزية)